# Drachenhort
Ein Drachenhort ist ein Schatz, der von einem Drachen gehütet wird. Der Hort ist eines der Elemente des Drachenmythos. Besonders ausgeprägt findet er sich in mittelalterlichen nordeuropäischen und deutschen Heldenepen. Von hier gelangte er in die Volkssagen und Märchen der Neuzeit.
Der Schatz besteht aus wertvollen Gegenständen, meist aus Gold. Er wird von dem Drachen an einem unzugänglichen Ort verborgen gehalten. Oft ist es eine Höhle, manchmal das Innere eines Berges, ein Brunnen, der Meeresgrund oder ein abgelegener, unbewohnter Landstrich. Der Schatz kann mit magischen Kräften ausgestattet oder verflucht sein. Häufig ist die Verbindung mit dem Drachenkampf. Der Schatzhüter kann ein ehemaliger, in einen Drachen verwandelter Mensch sein, der mit dem Fluch belegt wurde und der im Zuge des Kampfes mit seinem Widersacher die Rollen tauscht. Wenn der Held das Untier besiegt, gewinnt er den Hort, lädt aber zugleich den Fluch auf sich. Bestimmendes Motiv in diesen Erzählungen ist die Habgier, die den Geizkragen dazu bringt, auch nach dem Tode noch seine Reichtümer zu bewachen.
Der Drache selbst ist ein Mischwesen, das bereits den antiken Kulturen des Vorderen Orients bekannt war und in den Mythen eine beinahe weltweite Verbreitung gefunden hat. Doch erfüllen nicht alle Drachen die Funktion des Schatzhüters. Als vereinzeltes antikes Zeugnis ist eine Fabel des Phaedrus zu nennen, in der ein Fuchs einen Drachenhort ausgräbt und sich wundert, welchen Sinn das Hüten eines Schatzes haben soll. Auch mit einer Erzählung in der altindischen Rigveda soll die Drachenhort-Erzählung verwandt sein: Darin besiegt Donnergott Indra den Schlangendämon Vritra, der Sonne und Regen geraubt, sie auf dem Meeresgrund versteckt und damit Unheil über die Menschen gebracht hatte.
Als fester Topos findet sich der Drachenhort erst in den altnordischen und germanischen Heldenerzählungen. In der Gull-Þóris saga brütet viking Vale, ein Riese oder ein Held in Drachengestalt, in einer Höhle über großem Gold. Seine Sippschaft, ebenfalls aus Drachen bestehend, leistet ihm Gesellschaft. Alle Drachen sind mit Helmen und Schwertern bewaffnet und schlafen. Der Held Thorir besiegt sie mit ihren eigenen Waffen und gewinnt den Schatz. Das Niflungenerbe in der Edda verwandelt den Vatermörder Fafnir in einen Lindwurm, der sich auf der Gnitalheide auf den verfluchten Schatz legt. In der Völsunga saga bewacht Fafnir einen Goldschatz in einem Otterfell, das aufgestellt und so lange mit Gold bedeckt werden musste, bis nichts mehr von dem Otter sichtbar war. Im Beowulf hütet der Drache goldenes Geschirr, Banner, Helme und Ringe.
Die deutschsprachigen Volkssagen der Neuzeit kennen ebenfalls Drachen, die goldene Schätze bewahren, manchmal in Verbindung mit verzauberten Jungfrauen. Zum Erwerb des Hortes kann der richtige Zeitpunkt entscheidend sein. Manche Drachen verlassen den Hort in regelmäßigen Abständen und kommen auf die Erdoberfläche, um sich zu sonnen oder zu baden. Der Sieg über das Untier muss nicht zum Erwerb des Hortes ausreichen. Der Drache, den Heinrich von Winkelried im Schweizerischen Ennetmoos tötete, hinterlässt den Schatz in der Höhle in der Obhut eines Geistes.
Festen Platz nimmt der Drachenhort auch noch in der modernen Kultur ein. Bekannte Beispiele sind Richard Wagner, der für den Ring des Nibelungen Anleihen bei den altgermanischen Epen nahm, und J. R. R. Tolkien, für dessen schatzhütende Drachen die Völsunga Saga und Beowulf die Vorbilder lieferten. Drachenhorte aus Gold, Juwelen, wertvollem Schmuck und magischen Waffen finden sich als Elemente der Fantasy-Kultur in Dungeons und Brettspielen.